# The Biggest Loser
The Biggest Loser (en España, Perder Para Ganar) es un programa de tele realidad estadounidense creado en 2004. Fue producido por la cadena NBC y conducido por Alison Sweeney.

## Temporada 2
The Biggest Loser (temporada 2) fue la segunda edición del reality show creado por NBC en EE. UU. Su estreno tuvo lugar el 13 de septiembre de 2005 y, al igual que en la primera temporada, el programa reunió a participantes con sobrepeso que compitieron por lograr la mayor pérdida de peso posible.
El show fue conducido por Caroline Rhea y contó con la colaboración de entrenadores personales como Bob Harper y Jillian Michaels. Los participantes fueron divididos en dos equipos: los hombres en el equipo rojo y las mujeres en el equipo azul. A cada equipo se le asignó su propio entrenador personal del sexo opuesto, y cada semana, el equipo con el menor porcentaje de pérdida de peso debía votar para eliminar a uno de sus miembros. 
El programa concluyó el 29 de noviembre de 2005, cuando Matt fue declarado The Biggest Loser, ganando $250,000 dólares. El segundo lugar fue para Seth, quien recibió $50,000 dólares y el tercer puesto lo ocupó Suzy, quien obtuvo $25,000. Entre los finalistas, Pete fue quien perdió el mayor porcentaje de peso y recibió un premio de $100,000 dólares. 
En Latinoamérica, las temporadas de The Biggest Loser se transmiten por Discovery Home & Health cada sábado a las 10:00. p. m.

## Concursantes de la temporada 2
| Nombre  | Edad | Altura | IMC inicial | IMC final | Peso inicial | Semanas | Semanas | Semanas | Semanas | Semanas | Semanas | Semanas | Semanas | Semanas | Semanas | Semanas | Semanas    | Pérdida de peso | % de peso perdido |
| Nombre  | Edad | Altura | IMC inicial | IMC final | Peso inicial | 1       | 2       | 3       | 4       | 5       | 6       | 7       | 8       | 9       | 10      | 11      | Final      | Pérdida de peso | % de peso perdido |
| ------- | ---- | ------ | ----------- | --------- | ------------ | ------- | ------- | ------- | ------- | ------- | ------- | ------- | ------- | ------- | ------- | ------- | ---------- | --------------- | ----------------- |
| Matt    | 28   | 5'10"  | 48.6        | 26.1      | 339          | 311     | 304     | 300     | 290     | 279     | 279     | 262     | 254     | 266     | 240     | 230     | 182        | 157             | 46.31%            |
| Seth    | 24   | 6'1"   | 38.4        | 22.2      | 291          | 270     | 262     | 258     | 250     | 243     | 233     | 233     | 232     | 219     | 211     | 204     | 168        | 123             | 42.27%            |
| Suzy    | 29   | 5'4"   | 39.0        | 22.7      | 227          | 207     | 205     | 201     | 196     | 191     | 186     | 182     | 180     | 170     | 166     | 161     | 132        | 95              | 41.85%            |
| Andrea  | 28   | 5'5"   | 36.6        | 24.1      | 220          | 209     | 204     | 202     | 198     | 193     | 191     | 185     | 184     | 179     | 176     | 173     | 145        | 75              | 34.09%            |
| Jeff    | 43   | 6'1"   | 48.8        | 28.6      | 370          | 352     | 344     | 340     | 326     | 316     | 305     | 294     | 284     | 270     | 267     |         | 217        | 153             | 41.35%            |
| Shannon | 29   | 5'3"   | 45.5        | 26.4      | 257          | 242     | 240     | 236     | 229     | 221     | 218     | 212     | 208     | 200     |         |         | 149        | 108             | 42.02%            |
| Mark    | 36   | 5'10"  | 49.9        | 26.9      | 358          | 335     | 325     | 318     | 308     | 291     | 287     | 273     | 271     |         |         |         | 193        | 165             | 46.09%            |
| Pete    | 36   | 6'5"   | 47.5        | 25.6      | 401          | 379     | 371     | 367     | 350     | 338     | 325     | 318     |         |         |         |         | 216        | 185             | 46.13%            |
| Jen     | 24   | 5'8"   | 41.8        | 27.6      | 267          | 248     | 244     | 244     | 234     | 224     | 221     |         |         |         |         |         | 176        | 91              | 34.08%            |
| Suzanne | 30   | 5'6"   | 37.0        | 22.9      | 229          | 213     | 209     | 206     | 199     | 191     |         |         |         |         |         |         | 142        | 87              | 37.99%            |
| Ryan    | 26   | 5'7"   | 35.2        | 23.0      | 225          | 207     | 205     | 200     | 195     |         |         |         |         |         |         |         | 147        | 78              | 34.67%            |
| Nick    | 40   | 5'9"   | 49.6        | X         | 346          | 318     | 308     | 305     |         |         |         |         |         |         |         |         | No asistió | No asistió      | No asistió        |
| Kathryn | 28   | 5'5"   | 36.1        | 33.4      | 217          | 202     | 201     |         |         |         |         |         |         |         |         |         | 201        | 16              | 7.37%             |
| Ruben   | 39   | 6'3"   | 34.7        | 24.6      | 278          | 261     |         |         |         |         |         |         |         |         |         |         | 197        | 81              | 29.14%            |

Equipos
     Equipo de Bob
     Equipo de Jillian
     Última persona eliminada antes del final
Dinero Ganado
     250.000$
     100.000$
IMC (Índice de masa corporal)
     Normal (18.5 - 24.9 BMI)
     Exceso de peso (25 - 29.9 IMC)
     Obesidad de Clase 1 (30 - 34.9 IMC)
     Obesidad de clase 2 (35 - 39.9 IMC)
     Obesidad de Clase 3 (greater than 40 IMC)

## Resumen de la temporada 2
Los participantes se dividieron en equipos masculinos y femeninos, con los entrenadores del sexo opuesto. Temporada 2, presentó la inmunidad para el concursante que perdiera más peso en el equipo perdedor. El porcentaje total de pérdida de peso se utilizó para determinar el equipo ganador cada semana (en oposición a número de libras perdidas utilizados en la temporada 1). En el capítulo 7 los equipos azul y rojo fueron disueltos y se formaron cuatro nuevos equipos de parejas. Tres de los equipos consistían de un hombre y una mujer, mientras que un equipo estaba formado por dos hombres. En el episodio 9, los equipos de dos personas fueron disueltos y cada concursante tenía que competir como individuo.

## Concursantes de la temporada 4
| Nombre  | Edad | Altura | IMC inicial | IMC final | Peso inicial | Semanas | Semanas | Semanas | Semanas | Semanas | Semanas | Semanas | Semanas | Semanas | Semanas | Semanas | Semanas | Semanas | Semanas | Semanas | Peso perdido | % de peso perdido |
| Nombre  | Edad | Altura | IMC inicial | IMC final | Peso inicial | 1       | 2       | 3       | 4       | 5       | 6       | 7       | 8       | 9       | 10      | 11      | 12      | 13      | 14      | Finale  | Peso perdido | % de peso perdido |
| ------- | ---- | ------ | ----------- | --------- | ------------ | ------- | ------- | ------- | ------- | ------- | ------- | ------- | ------- | ------- | ------- | ------- | ------- | ------- | ------- | ------- | ------------ | ----------------- |
| Bill    | 40   | 5' 8"  | 50.8        | 25.8      | 334          | 313     | 301     | 298     | 285     | 279     | 268     | 261     | 251     | 242     | 234     | 228     | 222     | 213     | 204     | 170     | 164          | 49.10%            |
| Julie   | 34   | 5' 2"  | 39.9        | 22.1      | 218          | 216     | 213     | 210     | 203     | 199     | 195     | 192     | 186     | 180     | 180     | 176     | 171     | 168     | 160     | 121     | 97           | 44.50%            |
| Hollie  | 28   | 5' 7"  | 39.9        | 24.6      | 255          | 244     | 242     | 239     | 236     | 228     | 225     | 223     | 218     | 212     | 212     | 204     | 201     | 196*    | 191     | 150     | 105          | 41.18%            |
| Isabeau | 21   | 5' 8"  | 45.3        | 28.1      | 298          | 290     | 285     | 280     | 272     | 264     | 259     | 255     | 255     | 246     | 241     | 234     | 230     | 225     | 217     | 185     | 113          | 37.92%            |
| Neil    | 25   | 6' 2"  | 54.0        | 27.0      | 421          | 399     | 389     | 386     | 375     | 365     | 355     | 372     | 339     | 321     | 311     | 303     | 298     | 288     | 278     | 210     | 211          | 50.12%            |
| Nicole  | 26   | 5' 6"  | 45.0        | 28.1      | 279          | 271     | 265     | 262     | 258     | 252     | 248     | 244     | 235     | 229     | 222     | 218     | 212     | 211     |         | 174     | 105          | 37.63%            |
| Bryan   | 29   | 6' 0"  | 46.9        | 30.4      | 346          | 331     | 325     | 321     | 319     | 308     | 304     | 297     | 289     | 278     | 276     | 270     | 266     |         |         | 224     | 122          | 35.26%            |
| Kae     | 27   | 5' 2"  | 41.1        | 23.4      | 225          | 205     | 200     | 197     | 191     | 184     | 178     | 174     | 168     | 163     | 159     | 156     |         |         |         | 128     | 97           | 43.11%            |
| Amy     | 28   | 5' 6"  | 47.9        | 27.6      | 297          | 287     | 285     | 279     | 278     | 268     | 265     | 265     | 254     | 245     | 242     |         |         |         |         | 171     | 126          | 42.42%            |
| Ryan    | 29   | 5' 10" | 53.6        | 34.6      | 374          | 359     | 349     | 347     | 341     | 331     | 320     | 321     | 308     | 302     |         |         |         |         |         | 241     | 133          | 35.56%            |
| David   | 31   | 6' 0"  | 49.9        | 30.9      | 368          | 348     | 344     | 338     | 337     | 328     | 323     | 315     | 312     |         |         |         |         |         |         | 228     | 140          | 38.04%            |
| Jez     | 24   | 5' 8"  | 52.4        | 29.6      | 345          | 329     | 320     | 316     | 308     | 302     | 295     | 289     |         |         |         |         |         |         |         | 195     | 150          | 43.48%            |
| Phil    | 27   | 6' 5"  | 47.8        | 30.6      | 403          | 377     | 372     | 363     | 358     | 346     | 342     |         |         |         |         |         |         |         |         | 258     | 145          | 35.98%            |
| Jim     | 40   | 5' 7"  | 56.5        | 27.4      | 361          | 350     | 334     | 325     | 314     | 307     |         |         |         |         |         |         |         |         |         | 175     | 186          | 51.52%            |
| Patty   | 34   | 5' 8"  | 42.6        | 32.8      | 280          | 267     | 265     | 260     | 255     |         |         |         |         |         |         |         |         |         |         | 216     | 64           | 22.86%            |
| Jerry   | 62   | 5' 11" | 41.4        | 26.1      | 297          | 266     | 256     | 254     |         |         |         |         |         |         |         |         |         |         |         | 187     | 110          | 37.04%            |
| Lezlye  | 34   | 5' 5"  | 42.8        | 33.3      | 255          | 246     | 243     |         |         |         |         |         |         |         |         |         |         |         |         | 200     | 55           | 21.57%            |
| Amber   | 30   | 5' 4"  | 50.6        | 36.2      | 295          | 288     |         |         |         |         |         |         |         |         |         |         |         |         |         | 211     | 84           | 28.47%            |

Equipos
     Equipo de Kim
     Equipo de Bob
     Equipo de Jillian
     Eliminado
     Inmunidad (equipos The Biggest Loser)
     Inmunidad (Desafío de premios)
     Última persona eliminada antes del final
Ganadores
     $250 000 dólares
     $100 000 dólares
IMC
     Normal (18.5 - 24.9 BMI)
     Exceso de peso (25 - 29.9 BMI)
     Obesidad Clase I (30 - 34.9 BMI)
     Obesidad Clase II (35 - 39.9 BMI)
     Obesidad Clase III (más de 40 BMI)

Notas
- Amy estaba originalmente en el equipo rojo de Kim. Pero en la semana 7, Amy cambió a Jillian e incluso en la semana número 10 usaba ropa de color negro.
- Hollie ganó una libra de ventaja durante el reto de la semana 13, así que en vez de 5 libras, se contaron 6 libras en su total.

### Histórico de pérdida de peso
| Concursante | Semanas | Semanas | Semanas | Semanas | Semanas | Semanas | Semanas | Semanas | Semanas | Semanas | Semanas | Semanas | Semanas | Semanas | Semanas |     |
| Concursante | 1       | 2       | 3       | 4       | 5       | 6       | 7       | 8       | 9       | 10      | 11      | 12      | 13      | 14      | Finale  |     |
| ----------- | ------- | ------- | ------- | ------- | ------- | ------- | ------- | ------- | ------- | ------- | ------- | ------- | ------- | ------- | ------- | --- |
| Bill        | -21     | -12     | -3      | -13     | -6      | -11     | -7      | -10     | -9      | -8      | -6      | -6      | -9      | -9      | -34     |     |
| Julie       | -2      | -3      | -3      | -7      | -4      | -4      | -3      | -6      | -6      | 0       | -4      | -5      | -3      | -8      | -39     |     |
| Hollie      | -11     | -2      | -3      | -3      | -8      | -3      | -2      | -5      | -6      | 0       | -8      | -3      | -5      | -5      | -41     |     |
| Isabeau     | -8      | -5      | -5      | -8      | -8      | -5      | -4      | 0       | -9      | -5      | -7      | -4      | -5      | -8      | -32     |     |
| Neil        | -22     | -10     | -3      | -11     | -10     | -10     | +17     | -33     | -18     | -10     | -8      | -5      | -10     | -10     | -68     | -68 |
| Nicole      | -8      | -6      | -3      | -4      | -6      | -4      | -4      | -9      | -6      | -7      | -4      | -6      | -1      | -37     | -37     | -37 |
| Bryan       | -15     | -6      | -4      | -2      | -11     | -4      | -7      | -8      | -11     | -2      | -6      | -4      | -42     | -42     | -42     |     |
| Kae         | -20     | -5      | -3      | -6      | -7      | -6      | -4      | -6      | -5      | -4      | -3      | -28     | -28     | -28     | -28     |     |
| Amy         | -10     | -2      | -6      | -1      | -10     | -3      | 0       | -11     | -9      | -3      | -71     | -71     | -71     | -71     | -71     |     |
| Ryan        | -15     | -10     | -2      | -6      | -10     | -11     | +1      | -13     | -6      | -61     | -61     | -61     | -61     | -61     | -61     |     |
| David       | -20     | -4      | -6      | -1      | -9      | -5      | -8      | -3      | -84     | -84     | -84     | -84     | -84     | -84     | -84     |     |
| Jez         | -16     | -9      | -4      | -8      | -6      | -7      | -6      | -94     | -94     | -94     | -94     | -94     | -94     | -94     | -94     |     |
| Phil        | -26     | -5      | -9      | -5      | -12     | -4      | -84     | -84     | -84     | -84     | -84     | -84     | -84     | -84     | -84     |     |
| Jim         | -11     | -16     | -9      | -11     | -7      | -132    | -132    | -132    | -132    | -132    | -132    | -132    | -132    | -132    | -132    |     |
| Patty       | -13     | -2      | -5      | -5      | -39     | -39     | -39     | -39     | -39     | -39     | -39     | -39     | -39     | -39     | -39     |     |
| Jerry       | -31     | -10     | -2      | -67     | -67     | -67     | -67     | -67     | -67     | -67     | -67     | -67     | -67     | -67     | -67     |     |
| Lezlye      | -9      | -3      | -43     | -43     | -43     | -43     | -43     | -43     | -43     | -43     | -43     | -43     | -43     | -43     | -43     |     |
| Amber       | -7      | -77     | -77     | -77     | -77     | -77     | -77     | -77     | -77     | -77     | -77     | -77     | -77     | -77     | -77     |     |

### Histórico de peso en porcentajes
| Concursante | Semanas | Semanas | Semanas | Semanas | Semanas | Semanas | Semanas | Semanas | Semanas | Semanas | Semanas | Semanas | Semanas | Semanas | Semanas |         |
| Concursante | 1       | 2       | 3       | 4       | 5       | 6       | 7       | 8       | 9       | 10      | 11      | 12      | 13      | 14      | Finale  |         |
| ----------- | ------- | ------- | ------- | ------- | ------- | ------- | ------- | ------- | ------- | ------- | ------- | ------- | ------- | ------- | ------- | ------- |
| Bill        | -6.29%  | -3.83%  | -1.00%  | -4.36%  | -2.11%  | -3.94%  | -2.61%  | -3.83%  | -3.59%  | -3.31%  | -2.56%  | -2.63%  | -4.05%  | -4.22%  | -16.67% |         |
| Julie       | -0.92%  | -1.39%  | -1.41%  | -3.33%  | -1.89%  | -2.01%  | -1.51%  | -3.13%  | -3.23%  | 0.00%   | -2.22%  | -2.84%  | -1.75%  | -4.76%  | -24.38% |         |
| Hollie      | -4.31%  | -0.82%  | -1.24%  | -1.28%  | -3.39%  | -1.32%  | -0.89%  | -2.24%  | -2.75%  | 0.00%   | -3.77%  | -1.47%  | -2.49%  | -2.35%  | -21.47% |         |
| Isabeau     | -2.68%  | -1.72%  | -1.75%  | -2.86%  | -2.94%  | -1.89%  | -1.54%  | 0.00%   | -3.53%  | -2.03%  | -2.90%  | -1.71%  | -2.17%  | -3.56%  | -14.75% |         |
| Neil        | -5.23%  | -2.51%  | -0.77%  | -2.85%  | -2.67%  | -2.74%  | +4.79%  | -8.87%  | -5.31%  | -3.12%  | -2.57%  | -1.65%  | -3.34%  | -3.47%  | -24.26% | -24.26% |
| Nicole      | -2.87%  | -2.21%  | -1.13%  | -1.53%  | -2.33%  | -1.59%  | -1.61%  | -3.69%  | -2.55%  | -3.06%  | -1.80%  | -2.75%  | -0.47%  | -17.54% | -17.54% | -17.54% |
| Bryan       | -4.34%  | -1.81%  | -1.23%  | -0.62%  | -3.45%  | -1.30%  | -2.30%  | -2.69%  | -3.81%  | -0.72%  | -2.17%  | -1.48%  | -15.79% | -15.79% | -15.79% |         |
| Kae         | -8.89%  | -2.44%  | -1.50%  | -3.05%  | -3.66%  | -3.26%  | -2.25%  | -3.45%  | -2.98%  | -2.45%  | -1.89%  | -17.95% | -17.95% | -17.95% | -17.95% |         |
| Amy         | -3.37%  | -0.70%  | -2.11%  | -0.36%  | -3.60%  | -1.12%  | 0.00%   | -4.15%  | -3.54%  | -1.22%  | -29.34% | -29.34% | -29.34% | -29.34% | -29.34% |         |
| Ryan        | -4.01%  | -2.79%  | -0.57%  | -1.73%  | -2.93%  | -3.32%  | +0.31%  | -4.05%  | -1.95%  | -20.20% | -20.20% | -20.20% | -20.20% | -20.20% | -20.20% |         |
| David       | -5.43%  | -1.15%  | -1.74%  | -0.30%  | -2.67%  | -1.52%  | -2.48%  | -0.95%  | -26.84% | -26.84% | -26.84% | -26.84% | -26.84% | -26.84% | -26.84% |         |
| Jez         | -4.64%  | -2.74%  | -1.25%  | -2.53%  | -1.95%  | -2.32%  | -2.03%  | -32.58% | -32.58% | -32.58% | -32.58% | -32.58% | -32.58% | -32.58% | -32.58% |         |
| Phil        | -6.45%  | -1.33%  | -2.42%  | -1.38%  | -3.35%  | -1.16%  | -24.56% | -24.56% | -24.56% | -24.56% | -24.56% | -24.56% | -24.56% | -24.56% | -24.56% |         |
| Jim         | -3.05%  | -4.57%  | -2.69%  | -3.38%  | -2.23%  | -43.00% | -43.00% | -43.00% | -43.00% | -43.00% | -43.00% | -43.00% | -43.00% | -43.00% | -43.00% |         |
| Patty       | -4.64%  | -0.75%  | -1.89%  | -1.92%  | -15.29% | -15.29% | -15.29% | -15.29% | -15.29% | -15.29% | -15.29% | -15.29% | -15.29% | -15.29% | -15.29% |         |
| Jerry       | -10.44% | -3.76%  | -0.78%  | -26.38% | -26.38% | -26.38% | -26.38% | -26.38% | -26.38% | -26.38% | -26.38% | -26.38% | -26.38% | -26.38% | -26.38% |         |
| Lezlye      | -3.53%  | -1.22%  | -17.70% | -17.70% | -17.70% | -17.70% | -17.70% | -17.70% | -17.70% | -17.70% | -17.70% | -17.70% | -17.70% | -17.70% | -17.70% |         |
| Amber       | -2.37%  | -26.74% | -26.74% | -26.74% | -26.74% | -26.74% | -26.74% | -26.74% | -26.74% | -26.74% | -26.74% | -26.74% | -26.74% | -26.74% | -26.74% |         |

## Histórico de votación
| Concurstante | Semana         | Semana                   | Semana                   | Semana                   | Semana                   | Semana                   | Semana                   | Semana                   | Semana                   | Semana                   | Semana                    | Semana                    | Semana                    | Semana                    |
| Concurstante | 1              | 2                        | 3                        | 4                        | 5                        | 6                        | 7                        | 8                        | 9                        | 10                       | 11                        | 12                        | 13                        | 14                        |
| Eliminados   | Amber          | Lezlye                   | Jerry                    | Patty                    | Jim                      | Phil                     | Jez                      | David                    | Ryan                     | Amy                      | Kae                       | Bryan                     | Nicole                    | Neil                      |
| ------------ | -------------- | ------------------------ | ------------------------ | ------------------------ | ------------------------ | ------------------------ | ------------------------ | ------------------------ | ------------------------ | ------------------------ | ------------------------- | ------------------------- | ------------------------- | ------------------------- |
| Bill         | Llegado - Sm 2 | X                        | X                        | X                        | Isabeau                  | X                        | Neil                     | David                    | ?                        | Bryan                    | Kae                       | Bryan                     | ?                         | Neil                      |
| Julie        | Llegado - Sm 2 | X                        | X                        | X                        | Jim                      | X                        | Neil                     | David                    | ?                        | Bryan                    | Kae                       | Bryan                     | X                         | ?                         |
| Hollie       | Llegado - Sm 2 | X                        | X                        | X                        | Jim                      | X                        | Jez                      | X                        | Ryan                     | Bryan                    | ?                         | X                         | Nicole                    | X                         |
| Isabeau      | Llegado - Sm 2 | X                        | X                        | X                        | Jim                      | X                        | X                        | David                    | X                        | Amy                      | Kae                       | Bryan                     | Nicole                    | Neil                      |
| Neil         | X              | X                        | Jerry                    | Patty                    | X                        | X                        | X                        | David                    | Ryan                     | Amy                      | Nicole                    | Hollie                    | Julie                     | Eliminado En la semana 14 |
| Nicole       | X              | X                        | Jerry                    | Patty                    | X                        | X                        | Jez                      | David                    | Ryan                     | Amy                      | X                         | ?                         | X                         | Eliminada En la semana 13 |
| Bryan        | ?              | Lezlye                   | X                        | X                        | X                        | Phil                     | Jez                      | Kae                      | Ryan                     | X                        | Kae                       | X                         | Eliminado En la semana 12 | Eliminado En la semana 12 |
| Kae          | X              | X                        | Nicole                   | Neil                     | X                        | X                        | Jez                      | X                        | Ryan                     | Amy                      | X                         | Eliminado En la semana 11 | Eliminado En la semana 11 | Eliminado En la semana 11 |
| Amy          | Amber          | Phil                     | X                        | X                        | X                        | Phil                     | Neil                     | David                    | Ryan                     | X                        | Eliminada En la semana 10 | Eliminada En la semana 10 | Eliminada En la semana 10 | Eliminada En la semana 10 |
| Ryan         | X              | X                        | ?                        | Patty                    | X                        | X                        | Jez                      | ?                        | X                        | Eliminado En la semana 9 | Eliminado En la semana 9  | Eliminado En la semana 9  | Eliminado En la semana 9  | Eliminado En la semana 9  |
| David        | Amber          | Lezlye                   | X                        | X                        | X                        | Amy                      | Jez                      | X                        | Eliminado En la semana 8 | Eliminado En la semana 8 | Eliminado En la semana 8  | Eliminado En la semana 8  | Eliminado En la semana 8  | Eliminado En la semana 8  |
| Jez          | Llegado - Sm 2 | X                        | X                        | X                        | Jim                      | X                        | X                        | Eliminado En la semana 7 | Eliminado En la semana 7 | Eliminado En la semana 7 | Eliminado En la semana 7  | Eliminado En la semana 7  | Eliminado En la semana 7  | Eliminado En la semana 7  |
| Phil         | Amber          | Lezlye                   | X                        | X                        | X                        | Amy                      | Eliminado En la semana 6 | Eliminado En la semana 6 | Eliminado En la semana 6 | Eliminado En la semana 6 | Eliminado En la semana 6  | Eliminado En la semana 6  | Eliminado En la semana 6  | Eliminado En la semana 6  |
| Jim          | Llegado - Sm 2 | X                        | X                        | X                        | Isabeau                  | Eliminado En la semana 5 | Eliminado En la semana 5 | Eliminado En la semana 5 | Eliminado En la semana 5 | Eliminado En la semana 5 | Eliminado En la semana 5  | Eliminado En la semana 5  | Eliminado En la semana 5  | Eliminado En la semana 5  |
| Patty        | X              | X                        | Jerry                    | Nicole                   | Eliminada En la semana 4 | Eliminada En la semana 4 | Eliminada En la semana 4 | Eliminada En la semana 4 | Eliminada En la semana 4 | Eliminada En la semana 4 | Eliminada En la semana 4  | Eliminada En la semana 4  | Eliminada En la semana 4  | Eliminada En la semana 4  |
| Jerry        | X              | X                        | Neil                     | Eliminado En la semana 3 | Eliminado En la semana 3 | Eliminado En la semana 3 | Eliminado En la semana 3 | Eliminado En la semana 3 | Eliminado En la semana 3 | Eliminado En la semana 3 | Eliminado En la semana 3  | Eliminado En la semana 3  | Eliminado En la semana 3  | Eliminado En la semana 3  |
| Lezlye       | Amber          | Phil                     | Eliminada En la semana 2 | Eliminada En la semana 2 | Eliminada En la semana 2 | Eliminada En la semana 2 | Eliminada En la semana 2 | Eliminada En la semana 2 | Eliminada En la semana 2 | Eliminada En la semana 2 | Eliminada En la semana 2  | Eliminada En la semana 2  | Eliminada En la semana 2  | Eliminada En la semana 2  |
| Amber        | Lezlye         | Eliminado En la semana 1 | Eliminado En la semana 1 | Eliminado En la semana 1 | Eliminado En la semana 1 | Eliminado En la semana 1 | Eliminado En la semana 1 | Eliminado En la semana 1 | Eliminado En la semana 1 | Eliminado En la semana 1 | Eliminado En la semana 1  | Eliminado En la semana 1  | Eliminado En la semana 1  | Eliminado En la semana 1  |

     Inmunidad
 X  Debajo de la línea amarilla, sin posibilidad de voto
 X  No está en eliminación, sin posibilidad de voto
 ?  Voto no revelado
     Voto válido
     Eliminado o no en el campus
     Última persona en ser eliminada antes del final

## Temporada 5
La quinta temporada (The Biggest Loser: en pareja) se estrenó el 1 de enero de 2008, con diez parejas con sobrepeso que compiten por un premio en metálico de $250.000 dólares. En esta temporada aparece Alison Sweeney como el anfitrión, con los entrenadores Bob Harper y Jillian Michaels, los tres regresaban de la cuarta temporada. Aunque los concursantes entraron como equipos de dos personas (parejas), el premio mayor fue otorgado finalmente a un individuo, Ali Vincent quien ganó la última instancia, convirtiéndose en la primera mujer ganadora en la historia de la serie de los Estados Unidos.

## Concursantes
Total de votos cuenta sólo los votos que se revelan en la eliminación. El total no contar los votos no revelados.
| Nombre      | Edad | Altura | IMC inicial | IMC final | Peso inicial | Semanas | Semanas | Semanas | Semanas | Semanas | Semanas | Semanas | Semanas | Semanas | Semanas | Semanas | Semanas | Semanas | Semanas | Semanas | Semanas | Final          | Pérdida de peso | % de perdida de peso |
| Nombre      | Edad | Altura | IMC inicial | IMC final | Peso inicial | 1       | 2       | 3       | 4       | 5       | 6       | 7       | 8       | 9       | 10      | 11      | 11      | 12      | 13      | 14      | 15      | Final          | Pérdida de peso | % de perdida de peso |
| ----------- | ---- | ------ | ----------- | --------- | ------------ | ------- | ------- | ------- | ------- | ------- | ------- | ------- | ------- | ------- | ------- | ------- | ------- | ------- | ------- | ------- | ------- | -------------- | --------------- | -------------------- |
| Emmanuel    | 32   | 5'5"   | 39.0        | 20.3      | 234          | 215     | 212     | 206     | 198     |         |         |         |         |         |         | 167     | 160     | 155     | 149     | 146     | 135     | 122            | 112             | 47.86%               |
| Héctor      | 40   | 6'3"   | 45.4        | 24.9      | 363          | 343     | 340     | 331     | 319     | 309     | 301     | 292     | 276     | 268     | 259     | X       | 251     | 242     | 236     | 234     | 219     | 199            | 164             | 45.18%               |
| Andrés      | 38   | 5'6"   | 43.8        | 26.2      | 271          | 258     | 257     | 248     | 240     | 240     | 233     | 225     | 218     | 212     | 206     | X       | 202     | 199     | 192     | 191     | 178     | 162            | 109             | 40.22%               |
| kevin       | 35   | 5'10"  | 40.9        | 22.4      | 285          | 268     | 261     | 249     | 235     | 230     | 221     | 215     | 202     | 201     |         | 195     | 188     | 185     | 181     | 182*    | 169     | 156            | 129             | 45.26%               |
| Johan E.    | 31   | 6'1"   | 38.7        | 25.1      | 293          | 280     | 275     | 268     | 258     | 253     | 248     | 244     | 228     | 221     | 214     | X       | 209     | 206     | 201     | 202     |         | 190            | 103             | 35.15%               |
| Moiises     | 21   | 5'8"   | 47.2        | 26.5      | 310          | 285     | 277     | 265     | 264     | 251     | 244     | 237     | 226     | 219     | 211     | X       | 207     | 199     | 198     |         |         | 174            | 136             | 43.87%               |
| Mario       | 22   | 5'7"   | 34.6        | 25.7      | 221          | 211     | 210     | 203     | 201     | 199     | 189     | 188     | 185     | 179     | 174     | X       | 172     | 170     |         |         |         | 164            | 57              | 25.79%               |
| July        | 23   | 5'3"   | 42.4        | 29.9      | 239          | 229     | 227     | 221     | 218     | 211     | 206     | 204     | 198     | 190     | 184     | X       | 184     |         |         |         |         | 169            | 70              | 29.29%               |
| Uziel       | 27   | 5'5"   | 47.1        | 25.5      | 283          | 266     | 261     | 248     | 241     | 236     | 223     | 216     | 211     | 201     | 195     | 195     |         |         |         |         |         | 153            | 130             | 45.94%               |
| Andrés V    | 43   | 5'4"   | 52.1        | X         | 303          | 286     | 283     | 269     | 260     | 263*    | 251     | 241     | 236     |         |         | 233     |         |         |         |         |         | did not attend | did not attend  | did not attend       |
| youjuand    | 39   | 6'0"   | 59.1        | 40.8      | 436          | 407     | 401     | 388     | 375     | 366     | 357     | 349     |         |         |         | 331     |         |         |         |         |         | 301            | 135             | 30.96%               |
| Emilgtgtgio | 49   | 5'5"   | 41.0        | 26.1      | 246          | 231     | 223     | 216     | 214     | 206     | 204     |         |         |         |         | 182     |         |         |         |         |         | 157            | 89              | 36.18%               |
| guilherme   | 22   | 5'0"   | 49.7        | 37.1      | 254          | 242     | 240     | 236     | 229     | 223     |         |         |         |         |         | 206     |         |         |         |         |         | 190            | 64              | 25.20%               |
| Thomaz      | 53   | 5'5"   | 43.5        | 31.0      | 261          | 245     | 239     | 231     | 224     |         |         |         |         |         |         | 212     |         |         |         |         |         | 186            | 75              | 28.74%               |
| 5vd         | 29   | 5'2"   | 37.3        | 25.6      | 204          | 190     | 190     | 185     |         |         |         |         |         |         |         | 158     |         |         |         |         |         | 140            | 64              | 31.37%               |
| Neill       | 28   | 5'10"  | 45.5        | 32.9      | 317          | 304     | 298     | 292     |         |         |         |         |         |         |         | 262     |         |         |         |         |         | 229            | 88              | 27.76%               |
| Curtis      | 35   | 6'1"   | 50.3        | 30.5      | 381          | 359     | 356     |         |         |         |         |         |         |         |         | 281     |         |         |         |         |         | 231            | 150             | 39.37%               |
| Mallory     | 36   | 5'6"   | 35.1        | 24.6      | 217          | 203     | 204     |         |         |         |         |         |         |         |         | 175     |         |         |         |         |         | 152            | 65              | 29.95%               |
| Lynn        | 60   | 6'2"   | 52.6        | 42.3      | 409          | 390     |         |         |         |         |         |         |         |         |         | 345     |         |         |         |         |         | 329            | 80              | 19.56%               |
| Jenni       | 31   | 5'8"   | 40.6        | 32.4      | 267          | 260     |         |         |         |         |         |         |         |         |         | 229     |         |         |         |         |         | 213            | 54              | 20.22%               |

     Semana Biggest Loser
     Inmunidad (Desafío o Pesaje)
      Biggest Loser de la semana e inmunidad
     Última persona eliminada antes del final
     Los resultados de los jugadores eliminados en el pesaje (semana 10, episodio 11)
Dinero
     $250.000 dólares
     $100.000 dólares
IMC
     Bajo peso (IMC inferior a 18,5)
     Normal (18.5 - 24.9 IMC)
     Exceso de peso (25 - 29.9 IMC)
     Obesidad Clase I (30 - 34.9 IMC)
     Obesidad Clase II (35 - 39.9 IMC)
     Obesidad Clase III (más de 40 IMC)

Notas
- Paul pesaba 263 libras después de la Semana 5, pero debido a que ganó 3 libras en la semana 5, sólo 9 libras de su 12 perdidas se añadieron a la pérdida total del equipo.
- Mark pesaba 182 libras después de la semana 14, pero su peso inicial se mostró como 181 en el pesaje de la semana 15.
- Paul no asistió a la final debido a una enfermedad.
- La pareja de Bette-Sue y Ali, y la de Lynn y Jenni eran miembros del equipo de Bob antes de la Semana 5, mientras que las parejas Curtis y Mallory y Neill y Amanda eran miembros del equipo de Jillian antes de la Semana 5. Cuando Alí regresó en la semana 11, se cambió a Jillian, pero mantuvo su camisa de color rosa.

### Histórico pérdida de peso
| Concursante | Semana | Semana | Semana | Semana | Semana | Semana | Semana | Semana | Semana | Semana | Semana | Semana | Semana | Semana | Semana | Semana |
| Concursante | 1      | 2      | 3      | 4      | 5      | 6      | 7      | 8      | 9      | 10     | 11     | 12     | 13     | 14     | 15     | Final  |
| ----------- | ------ | ------ | ------ | ------ | ------ | ------ | ------ | ------ | ------ | ------ | ------ | ------ | ------ | ------ | ------ | ------ |
| Ali         | -19    | -3     | -6     | -8     | -31    | -31    | -31    | -31    | -31    | -31    | -7     | -5     | -6     | -3     | -11    | -13    |
| Roger       | -20    | -3     | -9     | -12    | -10    | -8     | -9     | -16    | -8     | -9     | -8     | -9     | -6     | -2     | -15    | -20    |
| Kelly       | -13    | -1     | -9     | -8     | 0      | -7     | -8     | -7     | -6     | -6     | -4     | -3     | -7     | -1     | -13    | -16    |
| Mark        | -17    | -7     | -12    | -14    | -5     | -9     | -6     | -13    | -1     | -6     | -7     | -3     | -4     | +1     | -12    | -13    |
| Jay         | -13    | -5     | -7     | -10    | -5     | -5     | -4     | -16    | -7     | -7     | -5     | -3     | -5     | +1     | -12    | -12    |
| Dan         | -25    | -8     | -12    | -1     | -13    | -7     | -7     | -11    | -7     | -8     | -4     | -8     | -1     | -24    | -24    | -24    |
| Brittany    | -10    | -1     | -7     | -2     | -2     | -10    | -1     | -3     | -6     | -5     | -2     | -2     | -6     | -6     | -6     | -6     |
| Maggie      | -10    | -2     | -6     | -3     | -7     | -5     | -2     | -6     | -8     | -6     | 0      | -15    | -15    | -15    | -15    | -15    |
| Bernie      | -17    | -5     | -13    | -7     | -5     | -13    | -7     | -5     | -10    | -6     | -42    | -42    | -42    | -42    | -42    | -42    |
| Paul        | -17    | -3     | -14    | -9     | +3     | -12    | -10    | -5     | -3     | -3     | x      | x      | x      | x      | x      | x      |
| Trent       | -29    | -6     | -13    | -13    | -9     | -9     | -8     | -18    | -18    | -18    | -30    | -30    | -30    | -30    | -30    | -30    |
| Jackie      | -15    | -8     | -7     | -2     | -8     | -2     | -22    | -22    | -22    | -22    | -25    | -25    | -25    | -25    | -25    | -25    |
| Jenn        | -12    | -2     | -4     | -7     | -6     | -17    | -17    | -17    | -17    | -17    | -16    | -16    | -16    | -16    | -16    | -16    |
| Bette-Sue   | -16    | -6     | -8     | -7     | -12    | -12    | -12    | -12    | -12    | -12    | -26    | -26    | -26    | -26    | -26    | -26    |
| Amanda      | -14    | 0      | -5     | -27    | -27    | -27    | -27    | -27    | -27    | -27    | -18    | -18    | -18    | -18    | -18    | -18    |
| Neill       | -13    | -6     | -6     | -30    | -30    | -30    | -30    | -30    | -30    | -30    | -33    | -33    | -33    | -33    | -33    | -33    |
| Curtis      | -22    | -3     | -75    | -75    | -75    | -75    | -75    | -75    | -75    | -75    | -50    | -50    | -50    | -50    | -50    | -50    |
| Mallory     | -14    | +1     | -29    | -29    | -29    | -29    | -29    | -29    | -29    | -29    | -23    | -23    | -23    | -23    | -23    | -23    |
| Lynn        | -19    | -45    | -45    | -45    | -45    | -45    | -45    | -45    | -45    | -45    | -16    | -16    | -16    | -16    | -16    | -16    |
| Jenni       | -7     | -31    | -31    | -31    | -31    | -31    | -31    | -31    | -31    | -31    | -16    | -16    | -16    | -16    | -16    | -16    |

- Fuera de la competencia

Notas
- La pérdida de 12 libras de Paul en la semana 6 se contó para la pérdida de su equipo como -9, debido a su aumento de peso la semana anterior.
- Las13 libras que Mark perdió en la semana 15 se mostraron como -12, debido a su aumento de peso la semana anterior.
- Paul no asistió a la final debido a una enfermedad.

### Histórico de pérdida de peso en porcentaje
| Concursante | Semana | Semana  | Semana  | Semana  | Semana  | Semana  | Semana  | Semana  | Semana  | Semana  | Semana  | Semana  | Semana  | Semana  | Semana  | Final   |
| Concursante | 1      | 2       | 3       | 4       | 5       | 6       | 7       | 8       | 9       | 10      | 11      | 12      | 13      | 14      | 15      | Final   |
| ----------- | ------ | ------- | ------- | ------- | ------- | ------- | ------- | ------- | ------- | ------- | ------- | ------- | ------- | ------- | ------- | ------- |
| Ali         | -8.12% | -1.40%  | -2.83%  | -3.88%  | -15.66% | -15.66% | -15.66% | -15.66% | -15.66% | -15.66% | -4.19%  | -3.13%  | -3.87%  | -2.01%  | -7.53%  | -9.63%  |
| Roger       | -5.51% | -0.87%  | -2.65%  | -3.63%  | -3.13%  | -2.59%  | -2.99%  | -5.48%  | -2.90%  | -3.36%  | -3.09%  | -3.59%  | -2.48%  | -0.85%  | -6.41%  | -9.13%  |
| Kelly       | -4.80% | -0.39%  | -3.50%  | -3.23%  | 0.00%   | -2.92%  | -3.43%  | -3.11%  | -2.75%  | -2.83%  | -1.94%  | -1.49%  | -3.52%  | -0.52%  | -6.81%  | -8.99%  |
| Mark        | -5.96% | -2.61%  | -4.60%  | -5.62%  | -2.13%  | -3.91%  | -2.71%  | -6.05%  | -0.50%  | -2.99%  | -3.59%  | -1.60%  | -2.16%  | +0.55%  | -6.63%  | -7.69%  |
| Jay         | -4.44% | -1.79%  | -2.55%  | -3.73%  | -1.94%  | -1.98%  | -1.61%  | -6.56%  | -3.07%  | -3.17%  | -2.34%  | -1.44%  | -2.43%  | +0.50%  | -6.32%  | -6.32%  |
| Dan         | -8.06% | -2.81%  | -4.33%  | -0.38%  | -4.92%  | -2.79%  | -2.87%  | -4.64%  | -3.10%  | -3.65%  | -1.90%  | -3.86%  | -0.50%  | -12.12% | -12.12% | -12.12% |
| Brittany    | -4.52% | -0.47%  | -3.33%  | -0.99%  | -1.00%  | -5.03%  | -0.53%  | -1.60%  | -3.24%  | -2.79%  | -1.15%  | -1.16%  | -3.53%  | -3.53%  | -3.53%  | -3.53%  |
| Maggie      | -4.18% | -0.87%  | -2.64%  | -1.36%  | -3.21%  | -2.37%  | -0.97%  | -2.94%  | -4.04%  | -3.16%  | 0.00%   | -8.15%  | -8.15%  | -8.15%  | -8.15%  | -8.15%  |
| Bernie      | -6.01% | -1.88%  | -4.98%  | -2.82%  | -2.07%  | -5.51%  | -3.14%  | -2.31%  | -4.74%  | -2.99%  | -21.54% | -21.54% | -21.54% | -21.54% | -21.54% | -21.54% |
| Paul        | -4.29% | -1.05%  | -4.95%  | -3.35%  | +1.15%  | -3.46%  | -3.98%  | -2.07%  | -1.27%  | -1.27%  | x       | x       | x       | x       | x       | x       |
| Trent       | -6.65% | -1.47%  | -3.24%  | -3.35%  | -2.40%  | -2.46%  | -2.24%  | -5.16%  | -5.16%  | -5.16%  | -9.06%  | -9.06%  | -9.06%  | -9.06%  | -9.06%  | -9.06%  |
| Jackie      | -6.10% | -3.46%  | -3.14%  | -0.93%  | -3.74%  | -0.97%  | -10.78% | -10.78% | -10.78% | -10.78% | -13.74% | -13.74% | -13.74% | -13.74% | -13.74% | -13.74% |
| Jenn        | -4.72% | -0.83%  | -1.67%  | -2.97%  | -2.62%  | -7.62%  | -7.62%  | -7.62%  | -7.62%  | -7.62%  | -7.77%  | -7.77%  | -7.77%  | -7.77%  | -7.77%  | -7.77%  |
| Bette-Sue   | -6.13% | -2.45%  | -3.35%  | -3.03%  | -5.36%  | -5.36%  | -5.36%  | -5.36%  | -5.36%  | -5.36%  | -12.26% | -12.26% | -12.26% | -12.26% | -12.26% | -12.26% |
| Amanda      | -6.86% | 0.00%   | -2.63%  | -14.59% | -14.59% | -14.59% | -14.59% | -14.59% | -14.59% | -14.59% | -11.39% | -11.39% | -11.39% | -11.39% | -11.39% | -11.39% |
| Neill       | -4.10% | -1.97%  | -2.01%  | -10.27% | -10.27% | -10.27% | -10.27% | -10.27% | -10.27% | -10.27% | -12.60% | -12.60% | -12.60% | -12.60% | -12.60% | -12.60% |
| Curtis      | -5.77% | -0.84%  | -10.00% | -10.00% | -10.00% | -10.00% | -10.00% | -10.00% | -10.00% | -10.00% | -12.12% | -12.12% | -12.12% | -12.12% | -12.12% | -12.12% |
| Mallory     | -6.45% | +0.49%  | -5.63%  | -5.63%  | -5.63%  | -5.63%  | -5.63%  | -5.63%  | -5.63%  | -5.63%  | -7.46%  | -7.46%  | -7.46%  | -7.46%  | -7.46%  | -7.46%  |
| Lynn        | -4.65% | -11.54% | -11.54% | -11.54% | -11.54% | -11.54% | -11.54% | -11.54% | -11.54% | -11.54% | -4.64%  | -4.64%  | -4.64%  | -4.64%  | -4.64%  | -4.64%  |
| Jenni       | -2.62% | -11.92% | -11.92% | -11.92% | -11.92% | -11.92% | -11.92% | -11.92% | -11.92% | -11.92% | -6.99%  | -6.99%  | -6.99%  | -6.99%  | -6.99%  | -6.99%  |

## Temporada 6
La sexta temporada (The Biggest Loser: Familias) se estrenó el 16 de septiembre de 2008, con Alison Sweeney como el anfitrión y Bob Harper y Jillian Michaels como instructores de los concursantes. El elenco fue revelado el 29 de agosto de 2008. Ocho dúos comenzaron el desafío, que suman un total de 16 concursantes. Desde la semana 1 a la semana 5, los equipos verde, rojo, naranja y marrón (esposo y esposa) se entrenaron con Bob, mientras que los equipos púrpura, gris, amarillo y rosa (padres y niños) se entrenaron con Jillian. En la Semana 5, estos "equipos de la familia" fueron disueltos y los participantes se dividieron en el equipo azul y el equipo negro. En la semana 8, los equipos se dividieron de nuevo y el concurso se volvió individual. Amy Cremen estaba originalmente bajo el entrenamiento de Jillian, pero en la semana 5, se colocó en la formación de Bob donde fue eliminada. Phillip Parham comenzó la competencia en la formación de Bob, pero fue eliminado en la formación de Jillian. Michelle Aguilar fue nombrada ganadora de The Biggest Loser el 16 de diciembre de 2008, después de perder 110 libras. Ganó $250 000 dólares. Heba fue nombrada ganadora de The Biggest Loser de los concursantes eliminados, y ganó $100 000 dólares.

## Concursantes
| Nombre   | Edad | altura | IMC inicial | IMC final | Peso inicial | Semanas | Semanas | Semanas | Semanas | Semanas | Semanas | Semanas | Semanas | Semanas | Semanas | Semanas | Semanas | Semanas | Semanas | Pérdida de peso | %de perdida de peso |
| Nombre   | Edad | altura | IMC inicial | IMC final | Peso inicial | 1       | 2       | 3       | 4       | 5       | 6       | 7       | 8       | 8       | 9       | 10      | 11      | 12      | Finale  | Pérdida de peso | %de perdida de peso |
| -------- | ---- | ------ | ----------- | --------- | ------------ | ------- | ------- | ------- | ------- | ------- | ------- | ------- | ------- | ------- | ------- | ------- | ------- | ------- | ------- | --------------- | ------------------- |
| Michelle | 26   | 5'3"   | 42.9        | 23.4      | 242          | 225     | 223     | 220     | 216     | 209     | 202     | 200     | X       | 194     | 186     | 176     | 171     | 162     | 132     | 110             | 45.45%              |
| Ed       | 31   | 6'3"   | 41.9        | 24.5      | 335          | 318     | 309     | 299     | 299     |         |         |         | 277     | 273     | 262     | 253     | 250     | 252     | 196     | 139             | 41.49%              |
| Vicky    | 37   | 5'6"   | 39.7        | 23.4      | 246          | 227     | 223     | 220     | 217     | 211     | 203     | 201     | X       | 193     | 187     | 180     | 176     | 170     | 145     | 101             | 41.06%              |
| Heba     | 30   | 5'10"  | 42.2        | 22.4      | 294          | 282     | 280     | 274     | 266     | 258     | 253     | 247     | X       | 238     | 231     | 224     | 217     | 210     | 156     | 138             | 46.94%              |
| Renee    | 46   | 5'7"   | 41.8        | 25.2      | 267          | 253     | 248     | 242     | 237     | 232     | 225     | 222     | X       | 215     | 207     | 199     | 195     |         | 161     | 106             | 39.70%              |
| Amy C.   | 26   | 5'5"   | 39.8        | 22.5      | 239          | 222     | 219     | 213     | 208     | 199     | 193     | 187     | X       | 181     | 173     | 168     |         |         | 135     | 104             | 43.51%              |
| Coleen   | 24   | 5'2"   | 39.9        | 28.2      | 218          | 208     | 202     | 195     | 192     | 187     | 179     | 177     | X       | 170     | 167     |         |         |         | 154     | 64              | 29.36%              |
| Brady    | 36   | 6'0"   | 46.2        | 30.4      | 341          | 313     | 306     | 301     | 292     | 286     | 283     | 270     | X       | 264     |         |         |         |         | 224     | 117             | 34.31%              |
| Phillip  | 41   | 5'9"   | 48.9        | 26.6      | 331          | 308     | 300     | 290     | 287     | 279     | 272     | 269     | 263     |         |         |         |         |         | 180     | 151             | 45.62%              |
| Amy P.   | 40   | 5'4"   | 39.3        | 21.3      | 229          | 213     | 209     | 204     | 199     | 193     | 191     |         | 182     |         |         |         |         |         | 124     | 105             | 45.85%              |
| Shellay  | 51   | 5'7"   | 33.8        | 22.2      | 216          | 204     | 201     | 198     | 194     | 189     |         |         | 177     |         |         |         |         |         | 142     | 74              | 34.26%              |
| Jerry    | 51   | 5'10"  | 54.5        | 38.0      | 380          | 363     | 358     | 360     |         |         |         |         | 339     |         |         |         |         |         | 265     | 115             | 30.26%              |
| LT       | 23   | 5'8"   | 54.3        | 41.0      | 357          | 339     | 342     |         |         |         |         |         | 300     |         |         |         |         |         | 270     | 87              | 24.37%              |
| Tom      | 42   | 5'10"  | 45.0        | 33.9      | 314          | 290     | 287     |         |         |         |         |         | 266     |         |         |         |         |         | 236     | 78              | 24.84%              |
| Adam     | 39   | 6'4"   | 41.4        | 31.6      | 340          | 321     |         |         |         |         |         |         | 305     |         |         |         |         |         | 260     | 80              | 23.53%              |
| Stacey   | 33   | 5'7"   | 34.6        | 24.4      | 221          | 212     |         |         |         |         |         |         | 200     |         |         |         |         |         | 156     | 65              | 29.41%              |

Equipos
En la semana 5, se reorganizaron los equipos. Heba ganó la tentación, lo que le dio el poder de elegir los nuevos equipos azul y negro, y como resultado, Heba, Vicky, Brady, Amy C. y Amy P. formaron el nuevo Equipo Azul, mientras que Shellay, Phillip, Michelle, Renee y Coleen formaron el nuevo Equipo Negro. Cuando Ed volvió a entrar al juego en la semana 8, fue al equipo azul de Bob.
Color de los equipos
    Equipo naranja
    Equipo rosa
    Equipo verde
    Equipo rojo
    Equipo gris
    Equipo amarillo
    Equipo morado
    Equipo marrón
     Resultados del pesaje de "Jugadores Eliminados".
     Biggest Loser de la semana
     Inmunidad
     La última persona eliminada antes del final
Dinero obtenido
     $250 000 dólares
     $100 000 dólares
IMC
     Normal (18.5 - 24.9 IMC)
     Exceso de peso (25 - 29.9 IMC)
     Obesidad clase I (30 - 34.9 IMC)
     Obesidad clase II (35 - 39.9 IMC)
     Obesidad clase III (más de 40 IMC)

Notas
En la semana 7, el Equipo Negro perdió el desafío por equipos y como castigo, la pérdida de peso de Michelle no se contó para la pérdida de peso total del equipo.

### Histórico de pérdida de peso
| Concursante | Semana | Semana | Semana | Semana | Semana | Semana | Semana | Semana | Semana | Semana | Semana | Semana | Semana |
| Concursante | 1      | 2      | 3      | 4      | 5      | 6      | 7      | 8      | 9      | 10     | 11     | 12     | Finale |
| ----------- | ------ | ------ | ------ | ------ | ------ | ------ | ------ | ------ | ------ | ------ | ------ | ------ | ------ |
| Michelle    | -17    | -2     | -3     | -4     | -7     | -7     | -2     | -6     | -8     | -10    | -5     | -9     | -30    |
| Ed          | -17    | -9     | -10    | 0      | -22    | -22    | -22    | -4     | -11    | -9     | -3     | +2     | -56    |
| Vicky       | -19    | -4     | -3     | -3     | -6     | -8     | -2     | -8     | -6     | -7     | -4     | -6     | -25    |
| Heba        | -12    | -2     | -6     | -8     | -8     | -5     | -6     | -9     | -7     | -7     | -7     | -7     | -54    |
| Renee       | -14    | -5     | -6     | -5     | -5     | -7     | -3     | -7     | -8     | -8     | -4     | -34    | -34    |
| Amy C.      | -17    | -3     | -6     | -5     | -9     | -6     | -6     | -6     | -8     | -5     | -33    | -33    | -33    |
| Coleen      | -10    | -6     | -7     | -3     | -5     | -8     | -2     | -7     | -3     | -13    | -13    | -13    | -13    |
| Brady       | -28    | -7     | -5     | -9     | -6     | -3     | -13    | -6     | -40    | -40    | -40    | -40    | -40    |
| Phillip     | -23    | -8     | -10    | -3     | -8     | -7     | -3     | -6     | -83    | -83    | -83    | -83    | -83    |
| Amy P.      | -16    | -4     | -5     | -5     | -6     | -2     | -9     | -9     | -58    | -58    | -58    | -58    | -58    |
| Shellay     | -12    | -3     | -3     | -4     | -5     | -12    | -12    | -12    | -35    | -35    | -35    | -35    | -35    |
| Jerry       | -17    | -5     | +2     | -21    | -21    | -21    | -21    | -21    | -74    | -74    | -74    | -74    | -74    |
| L.T.        | -18    | +3     | -42    | -42    | -42    | -42    | -42    | -42    | -30    | -30    | -30    | -30    | -30    |
| Tom         | -24    | -3     | -21    | -21    | -21    | -21    | -21    | -21    | -30    | -30    | -30    | -30    | -30    |
| Adam        | -19    | -16    | -16    | -16    | -16    | -16    | -16    | -16    | -45    | -45    | -45    | -45    | -45    |
| Stacey      | -9     | -21    | -21    | -21    | -21    | -21    | -21    | -21    | -35    | -35    | -35    | -35    | -35    |

## Histórico de pérdida de peso en porcentaje
| Concursante | Semana | Semana | Semana  | Semana  | Semana  | Semana  | Semana  | Semana  | Semana  | Semana  | Semana  | Semana  | Final   |
| Concursante | 1      | 2      | 3       | 4       | 5       | 6       | 7       | 8       | 9       | 10      | 11      | 12      | Final   |
| ----------- | ------ | ------ | ------- | ------- | ------- | ------- | ------- | ------- | ------- | ------- | ------- | ------- | ------- |
| Michelle    | -7.02% | -0.89% | -1.35%  | -1.82%  | -3.24%  | -3.35%  | -0.99%  | -3.00%  | -4.12%  | -5.38%  | -2.84%  | -5.26%  | -18.52% |
| Ed          | -5.07% | -2.83% | -3.24%  | 0.00%   | -7.36%  | -7.36%  | -7.36%  | -1.44%  | -4.03%  | -3.44%  | -1.19%  | +0.80%  | -22.22% |
| Vicky       | -7.72% | -1.76% | -1.35%  | -1.36%  | -2.77%  | -3.79%  | -0.99%  | -3.98%  | -3.11%  | -3.74%  | -2.22%  | -3.41%  | -14.71% |
| Heba        | -4.08% | -0.71% | -2.14%  | -2.92%  | -3.01%  | -1.94%  | -2.37%  | -3.64%  | -2.94%  | -3.03%  | -3.13%  | -3.23%  | -25.71% |
| Renee       | -5.24% | -1.98% | -2.42%  | -2.07%  | -2.11%  | -3.02%  | -1.33%  | -3.15%  | -3.72%  | -3.86%  | -2.01%  | -17.44% | -17.44% |
| Amy C.      | -7.11% | -1.35% | -2.74%  | -2.35%  | -4.33%  | -3.02%  | -3.11%  | -3.21%  | -4.42%  | -2.89%  | -19.64% | -19.64% | -19.64% |
| Colleen     | -4.59% | -2.88% | -3.47%  | -1.54%  | -2.60%  | -4.28%  | -1.12%  | -3.95%  | -1.76%  | -7.78%  | -7.78%  | -7.78%  | -7.78%  |
| Brady       | -8.21% | -2.24% | -1.63%  | -2.99%  | -2.05%  | -1.05%  | -4.59%  | -2.22%  | -15.15% | -15.15% | -15.15% | -15.15% | -15.15% |
| Phillip     | -6.95% | -2.60% | -3.33%  | -1.03%  | -2.78%  | -2.51%  | -1.10%  | -2.23%  | -31.56% | -31.56% | -31.56% | -31.56% | -31.56% |
| Amy P.      | -6.99% | -1.88% | -2.39%  | -2.45%  | -3.02%  | -1.04%  | -4.71%  | -4.71%  | -31.87% | -31.87% | -31.87% | -31.87% | -31.87% |
| Shellay     | -5.56% | -1.47% | -1.49%  | -2.02%  | -2.58%  | -6.35%  | -6.35%  | -6.35%  | -19.77% | -19.77% | -19.77% | -19.77% | -19.77% |
| Jerry       | -4.47% | -1.38% | +0.56%  | -5.83%  | -5.83%  | -5.83%  | -5.83%  | -5.83%  | -21.83% | -21.83% | -21.83% | -21.83% | -21.83% |
| L.T.        | -5.04% | +0.88% | -12.28% | -12.28% | -12.28% | -12.28% | -12.28% | -12.28% | -10.00% | -10.00% | -10.00% | -10.00% | -10.00% |
| Tom         | -7.64% | -1.03% | -7.32%  | -7.32%  | -7.32%  | -7.32%  | -7.32%  | -7.32%  | -11.28% | -11.28% | -11.28% | -11.28% | -11.28% |
| Adam        | -5.59% | -4.98% | -4.98%  | -4.98%  | -4.98%  | -4.98%  | -4.98%  | -4.98%  | -14.75% | -14.75% | -14.75% | -14.75% | -14.75% |
| Stacey      | -4.07% | -9.91% | -9.91%  | -9.91%  | -9.91%  | -9.91%  | -9.91%  | -9.91%  | -22.00% | -22.00% | -22.00% | -22.00% | -22.00% |